# كالوم لانغ
كالوم لانغ (بالإنجليزية: Callum Lang)‏ هو لاعب كرة قدم بريطاني في مركز الهجوم، ولد في 8 سبتمبر 1998 في ليفربول في المملكة المتحدة. لعب مع ويغان أتلتيك.